# Джалаир (река)
Джалаир (рум. Gealair, укр. Джалаїр) — левый приток реки Сарата, протекающий по территории Штефан-Водского района (Молдавия), Белгород-Днестровского и Саратского районов (Одесская область Украины).

## География
Длина — 33 км (на Украине — 21 км). Площадь водосборного бассейна — 151 км². Русло реки в среднем течении (южнее Дальничень) находится на высоте 69,5 м.
Долина корытообразная, шириной до 2 км, глубиной до 60 м. Русло слаборазвитое (шириной до 2 м), умеренно-извилистое, пересыхает.
Река течёт с севера на юг. Река берёт начало южнее города Штефан-Водэ Штефан-Водского района. Впадает в канализированное русло реки Сарата между сёлами Благодатное и Надежда (Саратский район).
На реке есть пруды. Используется для водоснабжения и орошения.

## Населённые пункты
(от истока до устья):
Молдавия
1. город Штефан-Водэ (Суворово)
2. Штефэнешть (Степановка)

Украина
1. Дальничень
2. Благодатное
3. Надежда